# 익시아
익시아(spotted African corn lily)는 붓꽃과의 화본식물이다. 학명은 익시아 마쿨라타이다.(Ixia maculata) 남아프리카 공화국 케이프 지역이 원산지이나 관상수로서 전세계에 널리 자란다.